# Caroline Kilchenmann
Caroline Kilchenmann, née le 2 août 1984 à Fribourg, est une athlète suisse de biathlon et de ski-alpinisme.
Kilchenmann est membre du Skiclub Hochmatt im Fang et devient membre de l'équipe de biathlon en 2007. Elle fait ses études à l'Université de Fribourg, et vit dans la commune de La Sonnaz.

## Biathlon
- 2001 :
  - 2e, en coupe d'Europe, lors du relais 4 × 6 km, avec Céline Drezet, Dijana Grudiček et Leda Abati à Champex-Lac[3]
- 2005 :
  - 1re aux championnats de Suisse de biathlon en individuel 15 km[4]
  - 2e aux championnats de Suisse de biathlon au sprint de 7,5 km
  - 3e aux championnats de Suisse de biathlon en mass start de 12,5 km
- 2006 :
  - 2e aux championnats de Suisse de biathlon au sprint de 7,5 km[5]
  - 2e aux championnats de Suisse de biathlon en mass start de 12,5 km
- 2007 :
  - 1re aux championnats de Suisse de biathlon au sprint de 7,5 km[6]
  - 1re aux championnats de Suisse de biathlon en poursuite de 10 km

## Ski-alpinisme
- 2011 :
  - 2e aux Trophées du Muveran avec Cécile Pasche[7]
  - 4e à l'Adamello Ski Raid avec Mireille Richard[8]
  - 10e à la Pierra Menta, par équipe avec Valérie Berthod-Pellissier[9]
- 2012 :
  - 1re au Trophée des Gastlosen, par équipe avec Cécile Pasche[10],[11]